# NBA 2K13
NBA 2K13 es un videojuego de baloncesto desarrollado por Visual Concepts y publicado por 2K Sports. Fue lanzado el 2 de octubre de 2012 en Norteamérica para  Xbox 360, PlayStation Portable, PlayStation 3, Windows de Microsoft, Wii y Wii U. Los jugadores Kevin Durant de los Oklahoma City Thunder, Blake Griffin de Los Angeles Clippers y Derrick Rose, de los Chicago Bulls aparecen como imagen de la cubierta. En España se sustituye al jugador de los Oklahoma City Thunder Kevin Durant por el base de los Minnesota Timberwolves, Ricky Rubio en el centro de la portada. NBA 2K13 es el sucesor del videojuego NBA 2K12 en la serie de 2K Sports y su sucesor es NBA 2K14

## Desarrollo
Alrededor de mediados de junio de 2K Sports ha anunciado un "Destape la cubierta", donde los tuits más # NBA2K13 tiene las pistas más sería revelado acerca de los atletas de la cubierta. 2K también anunció NBA 2K13 compatibilidad con Kinect para la Xbox 360. El 3 de mayo de 2012, 2K Sports ha anunciado que como un bono para pre-ordenar el juego, los compradores recibirían contenido descargable para un fin de semana All Star, que contaría con el Slam Dunk Contest, Three Contest Point, Rising Stars Challenge, y la NBA All Star Game. [2]
Los desarrolladores han ido por un profundo modo carrera (así como un modo de CompuTrabajo nuevo), que ha sido re-titulado del modo Mi jugador anterior. Las nuevas características incluyen más de drama de corte, tales como acuerdos de patrocinio, negociaciones contractuales complejas y también por primera vez - un componente de medios sociales y la capacidad de elegir de los jugadores antes de los juegos rituales y atuendos durante los eventos.
Jay-Z es el productor ejecutivo del juego. Le han acreditado con la idea de tener tanto el 1992 y 2012 de los Estados Unidos de los hombres de los equipos de baloncesto nacionales en el juego. [3] Inicialmente, Scottie Pippen fue dejado fuera del juego debido a la imposibilidad de garantizar el uso de su imagen. Sin embargo, después de la decepción generalizada de los fanes sobre su ausencia, se añadió a la lista del equipo. [4]

## Modos de juego
- Mi jugador: A diferencia de años anteriores, el modo "Mi jugador" no es el modo carrera, donde un usuario puede crear un jugador nuevo personalizado y seguir su camino desde novato hasta el All-Star. Este año, "Mi jugador" se refiere específicamente a la creación y personalización del vestuario e imagen del jugador, rituales pre-partido, etc.

- Mi carrera: Se lleva a cabo en modo "Mi jugador" igual que en el modo carrera para un jugador y en este modo la asociación será más realista.

- La Asociación: El modo de juego típico de esta saga, te ofrece la posibilidad de hacerte cargo de una franquicia de la NBA, realizar traspasos, comprar agentes libres, negociar los contratos de los jugadores, escoger a las promesas de Draft de la NBA, etc. En definitiva, convertirte en el General Manager de una de las 30 franquicias de la mejor liga de baloncesto del mundo.

- NBA BlackTop: Este modo de juego nos permite jugar partidos callejeros desde 1 contra 1 hasta 5 contra 5 formando los equipos con jugadores reales de la NBA, famosos o jugadores de los equipos leyenda del juego, Shaquille O'Neal, Robert Horry, Toni Kukoc o Dikembe Mutombo, entre otros.

- NBA All-Star: Este modo se consigue con un código canjeable por PlayStation Network o Xbox Live, según la plataforma en la que juegues, que te suministrará la tienda donde adquieran el juego siempre y cuando lo hayas reservado con antelación. Este paquete incluye el concurso de mates y triples, los equipos All-Star y el estadio oficial del fin de semana de la Estrellas de la NBA que en 2013 se celebrará en Houston, Texas.

## Paquete comentarios en Español
La versión española viene, además, con un código para descargar la versión de comentarios en Español, una novedad más que añadir a esta edición, a cargo de Sixto Miguel Serrano, Jorge Quiroga y Antoni Daimiel.

## Banda sonora
La banda sonora de esta edición fue escogida por el rapero Jay-Z
- The Hours - Ali in the Jungle
- Too Short - Blow the Whistle (Main)
- Eric B. y Rakim - I Ain’t No Joke
- Phoenix - 1901
- Jay-Z - Pump it Up (Freestyle)
- Puff Daddy and the Family - Victory (con Notorious B.I.G. & Busta Rhymes)
- Daft Punk - Around The World (Radio Edit)
- Santigold - Shove It (con Spank Rock)
- Kanye West - Amazing
- Jay-Z - Run This Town
- The Dirty Projectors - Stillness is the Move
- Nas - The World is Yours
- Coldplay - Viva La Vida
- Roy Ayers - We Live in Brooklyn, Baby
- Justice - Stress
- Jay-Z - The Bounce
- Kanye West- We Major (con Nas & Really Doe)
- Mobb Deep - Shook Ones Pt. II
- Meek Mill - Ima Boss – Instrumental
- Kanye West - Mercy (con Big Sean, Pusha T, y 2 Chainz)
- U2 - Elevation
- Jay-Z - On To The Next One
- Jay-Z - Public Service Announcement
- Jay-Z - H.A.M. (Instrumental)

- Datos: Q2680871